# Musa Dogonyaro
Musa Dogonyaro (* 27. Februar 1945 in Kagoro, Kaduna; † August 2008) war ein nigerianischer Sprinter und Mittelstreckenläufer.
Bei den Olympischen Spielen 1968 in Mexiko-Stadt erreichte er über 400 m das Viertelfinale, in dem er seine persönliche Bestzeit von 46,19 s aufstellte, und schied in der 4-mal-400-Meter-Staffel im Vorlauf aus.
1970 kam er bei den British Commonwealth Games in Edinburgh mit der nigerianischen Mannschaft in der 4-mal-400-Meter-Staffel auf den siebten Platz. Über 400 m erreichte er das Viertelfinale, und über 800 m verzichtete er im Halbfinale auf einen Start.
Bei den Olympischen Spielen 1972 in München kam er in der 4-mal-400-Meter-Staffel nicht über die erste Runde hinaus.
1974 wurde er bei den British Commonwealth Games in Christchurch mit der nigerianischen 4-mal-400-Meter-Stafette erneut Siebter und scheiterte über 400 m im Vorlauf.
Nach Abschlüssen an der Biola University und der Azusa Pacific University promovierte er 1979 an der Claremont Graduate University im Fach Sporterziehung. 2014 wurde in die Athletics Hall of Fame der Biola University aufgenommen.